# سایپ‌رس لیک (فلوریدا)
سایپ‌رس لیک (به انگلیسی: Cypress Lakes) یک منطقهٔ مسکونی در ایالات متحده آمریکا است که در شهرستان پام بیچ، فلوریدا واقع شده‌است. سایپ‌رس لیک ۱٫۲ کیلومتر مربع مساحت و ۱٬۴۶۸ نفر جمعیت دارد و ۵ متر بالاتر از سطح دریا قرار دارد.